# Francí Vicenç
Francí Vicenç, President de la Generalitat de Catalunya en el període 1494-1497, fou nomenat el 31 de juliol de 1494).
El 22 de juliol, dia tradicional de l'elecció de diputats, havia estat elegit Pere Terrades, canonge sagristà de Girona, que morí de pesta sis dies més tard sense haver jurat el càrrec. En substitució seva va ser noment Francí Vicenç a Mataró, on s'havia traslladat la Generalitat per la pesta que afectava Barcelona.
Francí Vicenç havia estat nomenat canonge de Tarragona per l'arquebisbe Pero Ximénez de Urrea i de Bardaixí, entrant en conflicte amb els interessos d'Esteve de Garret i que va obligar a demanar el suport del rei Ferran II davant del papa.
Durant el seu mandat i a causa de la pesta, la seu de la Generalitat va ser traslladada a Mataró, en el període d'eleccions i posteriorment a Vic fins al 9 de febrer de 1495.
En el seu mandat es nota la influència de l'intervencionisme reial que és acompanyat per una voluntat forta de millorar les finances. També són destacables els conflictes amb els francesos al Rosselló, tot i que només feia dos anys que s'havia signat el tractat de Barcelona, mitjançant el qual França retornava el Rosselló i la Cerdanya. L'ocupació de Nàpols per part dels francesos, aconsellava, si més no, protegir la frontera del nord.
A les Corts de Tortosa (1495) s'acordà disposar d'un donatiu de 129.000 lliures per a contractar soldats i genets durant els propers tres anys per atendre els conflictes amb els francesos que cap al final de 1496 ocuparien Salses i atacaren Torroella de Montgrí.